# 46 aC
L'any 46 aC va ser l'últim any del calendari romà pre-julià. Aleshores era conegut com l'Any del Consolat de Cèsar i Lèpid (o, amb menys freqüència, l'any 708 Ab urbe condita). La denominació 46 aC per a aquest any s'ha utilitzat des de l'època medieval primerenca, quan l'era del calendari Anno Domini es va convertir en el mètode prevalent a Europa per nomenar els anys.
Aquest any marca el canvi del calendari romà pre-julià al calendari julià. Els romans havien d'afegir periòdicament un mes de traspàs cada pocs anys per mantenir l'any natural sincronitzat amb l'any solar, però n'havien perdut uns quants amb el caos de les guerres civils de la república tardana. Juli Cèsar va afegir Mercedoni (23 dies) i altres dos mesos intercalars (33 i 34 dies respectivament) a l'any lunar de 355 dies, per recalibrar el calendari en preparació de la seva reforma del calendari, que va entrar en vigor l'any 45 aC. Per tant, aquest any va tenir 445 dies, i va rebre el sobrenom d'annus confusionis ("any de confusió") i serveix com l'any natural més llarg registrat en la història de la humanitat. L'any-òrbita planetària real va romandre igual

## Esdeveniments

### República Romana
- Juli Cèsar i Lèpid el triumvir són cònsols.
- Juli Cèsar obté la censura per tres anys amb el títol de Praefectus morum, més tard convertida en vitalícia.
- Juli Cèsar implementa el calendari julià. Aquest fet suposarà que, per tal d'ajustar el calendari amb els solsticis, l'any tingui 445 dies, fet que farà que se'l conegui com l'any de la confusió o annus confusionis.
- Segona guerra civil romana.

## Naixements
- Marc Antoni Antillus
- Publi Quintili Var

## Necrològiques
- Marc Porci Cató Uticense, es va suïcidar a batalla de Tapsos.
- Quint Cecili Metel Pius Escipió, mort a la Batalla de Tapsos.
- Vercingetòrix, líder gal.